# Heike Scheele
Heike Scheele  (geboren 1958) ist eine Bühnen- und Kostümbildnerin, die lange Jahre mit dem Regisseur Stefan Herheim zusammenarbeitete.

## Leben und Werk
Scheele schloss 1985 ihr Studium in Bühnenbild und Kostümdesign an der Hochschule für angewandte Kunst in Wien (bei Erich Wonder) mit dem Koloman-Moser-Preis ab und arbeitete danach als Assistentin an verschiedenen Theatern und Opernhäusern in Berlin. 1989 begann ihre Karriere als freischaffende Künstlerin in Sprechtheater, Musical, Operette und Oper. Zu ihren ersten Produktionen zählten Shakespeares Hamlet, Molières Tartuffe, Tschechows Möwe, Bizets Perlenfischer und Schumanns Genoveva, aber auch West Side Story, Gräfin Mariza und die Deutsche Erstaufführung von Tan Duns Oper Tee. Seit 2008 arbeitet Scheele überwiegend als Bühnenbildnerin.
Von 1999 bis 2013 verband sie eine intensive Zusammenschaft mit dem Regisseur Stefan Herheim, die mit einer Zauberflöte und einem Falstaff in Oldenburg begann und beide nach Linz und Graz, Riga, Stockholm, Oslo und Kopenhagen, Brüssel, Berlin, Düsseldorf und Dresden führte. 2008 entstand bei den Bayreuther Festspielen ein zunächst heftig umstrittener, dann ebenso heftig akklamierter Parsifal, erstmals gemeinsam mit der Kostümbildnerin Gesine Völlm, die in den Folgejahren zum Team Herheim/Scheele zählte. 2011 wurde das Trio zu den Salzburger Osterfestspielen eingeladen und präsentierte eine exzentrische Salome-Interpretation. Der sperrige Parsifal aus Bayreuth wurde 2012 auch live in zahlreiche Kinos im deutschsprachigen Raum übertragen. Eine von Publikum und Presse bejubelte Meistersinger von Nürnberg-Inszenierung bei den Salzburger Festspielen 2013 wurde bzw. wird auch an der Mailänder Scala, der Pariser Opéra und der New Yorker Met nachgespielt. Sowohl der Bayreuther Parsifal als auch die Salzburger Meistersinger wurden von Daniele Gatti dirigiert.
2014 gestaltete sie die Bühnenbilder für Millöckers Bettelstudenten am Theater Magdeburg (Regie: Nico Rabenald) und für Die Frau ohne Schatten von Hofmannsthal/Strauss an der Oper Leipzig (Regie: Balázs Kovalik). 2015 erarbeitete sie mit Regisseur Johannes Erath an der Oper Frankfurt die selten gespielte Euryanthe von Carl Maria von Weber. Es folgten Bühnenbild und Kostüme für die Uraufführung Hölderlin – Eine Expedition von Peter Ruzicka am Theater Basel. Es inszenierte Vera Nemirova, es dirigierte der Komponist. Im März 2016 hatte eine spannend erwartete Neuinszenierung von Verdis Un ballo in maschera an der Bayerischen Staatsoper in München ihre Premiere. Es inszenierte wiederum Johannes Erath, es dirigierte Zubin Mehta. Diese Produktion wurde auch bei den Münchner Opernfestspielen gezeigt, jedoch mit Daniele Callegari am Pult.

## Zitat
„Raum an sich ist Begrenzung!“

## Arbeiten mit dem Regisseur Stefan Herheim
Bühnenbild und Kostüme:
- 1999: Die Zauberflöte – Oldenburgisches Staatstheater
- 2000: Falstaff – Oldenburgisches Staatstheater
- 2002: Così fan tutte – Folkoperan Stockholm
- 2003: Don Carlos – Landestheater Linz
- 2005: Giulio Cesare in Egitto – Den Norske Opera, Oslo
- 2006: Das Rheingold – Lettische Nationaloper, Riga, Koproduktion mit dem Bergen Festival, auch in Macau (2013)
- 2006: Carmen – Oper Graz
- 2010: Tannhäuser – Den Norske Opera, Oslo
- 2012: La Bohème – Den Norske Opera, Oslo

Bühnenbild:
- 2008: Parsifal – Bayreuther Festspiele
- 2008: Rusalka – Théâtre Royal de la Monnaie, Brüssel, danach auch in Graz (2009), Dresden (2010), Barcelona (2013) und Lyon (2014)
- 2009: Lohengrin – Staatsoper Unter den Linden, Berlin
- 2010: Lulu – Det Kongelige Teater, Kopenhagen, danach auch in Oslo (2011) und Dresden (2012)
- 2011: Salome – Salzburger Osterfestspiele, danach auch in Oslo
- 2012: Xerxes – Komische Oper Berlin, danach an der Deutschen Oper am Rhein in Düsseldorf (2013), in Graz (2014) und an der Komischen Oper Berlin (2016)
- 2012: Manon Lescaut – Oper Graz, danach auch in Dresden (2012) und am Aalto-Theater in Essen (2014)
- 2013: Die Meistersinger von Nürnberg – Salzburger Festspiele, danach an der Opéra National de Paris (2016)

## Auszeichnungen
- 2008/09: Bühnenbildnerin des Jahres der Kritikerumfrage der Opernwelt – für den Bayreuther Parsifal (Regie: Stefan Herheim)
- 2009: Nominierung für den Deutschen Theaterpreis Der Faust (für die Bühnernilder des Bayreuther Parsifal)
- 2013: Österreichischer Musiktheaterpreis (für die Ausstattung der Grazer Carmen)